# Videmonte
Videmonte is een plaats (freguesia) in de Portugese gemeente Guarda en telt 552 inwoners (2001).